# ماك أو إس إكس ماونتين ليون
ماك أو إكس ماونتين ليون (بالإنجليزية: Mac OS X Mountain Lion)‏ (الإصدار 10.8 ؛ يتم تسويقه كـ Mac OS X 10.8 Mountain Lion), وهو الإصدار التاسع الرئيسي لنظام التشغيل ماك أوس أكس (المسمى الآن ماك أوس)، ونظام تشغيل سطح المكتب وخادم أبل لأجهزة كمبيوتر ماكنتوش.